# Saadia Gaon
Pour les articles homonymes, voir Gaon.
Saadia Gaon (\sɑ.dja ɡa.ɔ̃\) (hébreu : רב סעדיה בן יוסף גאון סורא Rav Saadia ben Yosseph Gaon Soura, arabe : سعيد إبن يوسف الفيّومي Sa`īd ibn Yūsuf al-Fayyūmi), dit le Rassag (רס״ג), est un rabbin du Xe siècle (Égypte, 882 ou 892 – Babylonie, 942 EC).
Sa vie est une suite de luttes et de batailles pour assurer la survie et la pérennité du judaïsme rabbinique babylonien face à l'assimilation dans la civilisation arabo-musulmane conquérante, aux luttes d'influence entre les académies de la terre d'Israël et de Babylone, à celles opposant l'exilarque (dirigeant des exilés juifs de Babylonie) aux scholarques etc. Il est, surtout, le premier opposant majeur aux Karaïtes, adeptes d'un judaïsme scripturaliste qui rejette la Torah orale des rabbins.
Il répond à ces défis par une œuvre abondante et novatrice, devenant le premier adepte du judaïsme rabbinique à s'intéresser aux sciences profanes de son temps sans délaisser les domaines traditionnels. Ses travaux les plus connus de nos jours sont le Tafsir, premier commentaire rabbinique de la Bible, et le Sefer Emounot veDeot, première tentative majeure de conciliation entre la tradition juive rabbinique et la philosophie grecque.
La vie et l'œuvre de Saadia Gaon en font l'une des plus hautes autorités spirituelles et scientifiques de la période des Gueonim,. Ses travaux ont fortement contribué à l'âge d'or de la culture juive en Espagne, lui assurant une place dans le judaïsme arabo-andalou à laquelle seul Moïse Maïmonide a pu prétendre par la suite.

## Biographie
Les sources principales sur la vie de Saadia ont été, jusqu'au XIXe siècle, la Lettre de Sherira Gaon et le Livre de la Transmission d'Abraham ibn Dawd Halevi, qui en reprend le contenu.
Les adeptes de la Wissenschaft des Judentums (« science du judaïsme ») prennent alors en compte, outre ces sources, la littérature polémique de l'époque et le récit de Nathan HaBavli, légèrement postérieur à celui de Sherira.
L'étude des documents de la Gueniza du Caire (une collection de feuillets, fragments et textes médiévaux de littérature juive entreposés dans une annexe prévue à cet usage de la synagogue Ben Ezra du Vieux Caire), entreprise vers la fin du XIXe siècle mais véritablement lancée au début du XXe siècle et encore en cours jusqu'aujourd'hui, permet de recouvrer des œuvres que l'on croyait perdues, d'autres demeurées inconnues et des pièces de correspondance ainsi que des documents jetant un éclairage neuf sur la vie de Saadia Gaon et de son époque.

### Jeunes années
Les premiers faits certains concernant Saadia datent de 921 EC. Tout ce qui précède relève largement de la spéculation en dehors de quelques faits dont le lieu de sa naissance, le village de Dilatz dans le Fayyoum.
Saadia a écrit dans son Sefer HaGalouï descendre de Shelah fils de Juda et de Hanina Ben Dossa, un Hassidéen du Ier siècle célébré dans maints récits du Talmud (l'un de ses fils est d'ailleurs nommé Dossa). Ses détracteurs assuraient quant à eux que sa famille avait été convertie au judaïsme de fraîche date et que son père était un modèle de débauche ; selon Henry Malter, seule l'origine prosélyte de Saadia est plausible, les autres affirmations tenant de la diffamation. Sherira Gaon affirme que le père de Saadia était un homme pieux et instruit.
Il ressort de la correspondance de Saadia qu'il avait fondé une famille et une école en Égypte et qu'il les avait quittées afin d'étudier auprès des maîtres de l'Ouest (de la terre d'Israël), auxquels se rattachaient alors les Juifs d'Égypte. Il est possible que Saadia ait été contraint à ce départ à la suite de représailles de la part des Karaïtes,. Il aurait en effet, selon le commentateur Abraham ibn Ezra, débattu publiquement avec des érudits karaïtes et rédigé à l'âge de 23 ans le Livre de la Réfutation d'Anan, attaque frontale contre Anan ben David, le précurseur, sinon le fondateur du karaïsme.
Au cours de son séjour en terre d'Israël, Saadia correspond avec les académies babyloniennes. 
Par ailleurs, l'historien et voyageur arabe Al-Mas'ûdî note avoir polémiqué avec un certain Abou Kathir Yaḥia al Kathib, qui a Saadia pour disciple. Abou Kathir pourrait avoir été un Massorète - et aurait enseigné à Saadia la massora (système de lecture, de prononciation, de récitation et de conservation du texte biblique) dont celui-ci fait usage dans ses œuvres, notamment grammaticales - ou un philosophe ; il n'est en tout cas pas son premier maître.
Les disciples d'Isaac Israeli font mention de la correspondance entre leur maître et Saadia, avant que celui-ci n'arrive en Babylonie et il aurait également rencontré le philosophe David ibn Merwan Al-Mukkamas. Rien cependant n'indique qu'ils l'aient inspiré bien qu'il soit vraisemblable que Saadia ait lu les œuvres d'Al-Mukkamas avant de composer les siennes.
L'acquisition des connaissances scientifiques, littéraires, rabbiniques et karaïtes de Saadia, manifestes dès ses premiers ouvrages, et l'identité de ses premiers maîtres, demeurent donc sujettes à diverses spéculations,,,,, certaines relevant nettement de la légende polémique.

### La dispute du calendrier
Saadia se trouve à Alep lorsqu'il apprend que le Rav Aaron ben Meïr, autorité suprême du judaïsme en Terre Sainte, a décrété une nouvelle règle concernant le calcul du molad (la conjonction lunaire). Celle-ci affecte grandement la détermination des dates dans le calendrier hébreu, d'autant plus que celle-ci a été assurée par les Sages babyloniens depuis des siècles et que ceux-ci refusent cette modification.
La dispute qui s'ensuit ne porte donc pas seulement sur un point rituel mais sur l'influence politique car celui qui parvient à convaincre les membres et a fortiori les dirigeants et notables de communautés juives, obtient de facto la prééminence sur celles-ci.
Convaincu de la justesse des calculs babyloniens, Saadia tente de raisonner Ben Meïr, sans succès, et rédige nombre de lettres circulaires pour recommander à de nombreuses communautés de ne pas adopter l'innovation proposée (ce seul fait est révélateur du prestige dans il jouit déjà dans le monde juif). La querelle s'envenime, et les attaques personnelles se multiplient.
Les autorités religieuses babyloniennes, incapables de contenir Ben Meïr envisagent même de faire appel au gouvernement, avant de charger Saadia d'écrire en 922, au plus fort de la crise, un mémorial à l'intention des communautés de la diaspora dont il ne reste que des fragments. Saadia compose aussi le Livre des Temps fixés.
L'agitation se calme, les Juifs de la terre d'Israël adoptent définitivement le calcul babylonien, et Ben Meïr n'est plus mentionné. Selon Alexander Marx, les deux livres ont été rédigés alors que la controverse avait déjà été réglée.
La fin de la controverse marque une étape majeure dans l'établissement du Talmud de Babylone en norme pour l'ensemble des communautés juives. Quant à Saadia, il s'est assuré la faveur de l'exilarque David ben Zakkaï et des académies.

### Carrière académique et nomination au poste de Gaon

#### À Poumbedita
Les services rendus à la communauté babylonienne, ainsi que la reconnaissance de ses savoirs juifs et profanes, valent à Saadia d'être élevé aux rangs d’Alouf et de Resh Kalla à l'académie de Poumbedita, l'un des deux pôles du savoir juif en Babylonie.
Saadia entreprend son œuvre éducative : tout en continuant ses polémiques avec les Karaïtes, il apprend à ses étudiants, très majoritairement arabophones, à redécouvrir la Bible hébraïque selon la tradition rabbinique. 
Il facilite d'une part leur apprentissage à l'hébreu biblique, en rédigeant les premiers ouvrages systématiques de grammaire hébraïque et, d'autre part, la compréhension du Texte en composant le Tafsir (arabe : تفسير exégèse), première traduction de la Bible en arabe, accompagnée d'un commentaire qui s'appuie, pour la première fois, autant sur le Texte que sur la tradition. Il lutte en outre contre les interprétations hérétiques en rédigeant une réfutation aux 200 questions de Hiwi al-Balkhi, aujourd'hui perdue.
Saadia poursuit par ailleurs sa tâche d'unification communautaire, composant aussi un livre de prières où il propose un rite de prières unique, valable toute l'année et pour l'ensemble de la Diaspora juive. Il y inclut également nombre de ses pièces liturgiques.

#### À Soura
À la mort du Gaon Yom Tov Kahana bar Yaaqov, en 926, l'académie de Soura est arrivée à un tel déclin que l'exilarque David ben Zakkaï envisage, sur les conseils du gaon de Poumbedita, Mar Cohen Tzedek, de fermer cette école malgré son passé prestigieux. Le décès du candidat au gaonat honoraire, survenant avant même sa prise de fonction, l'en dissuade.
L'exilarque impose Saadia deux ans plus tard, malgré les voix qui s'élèvent pour protester contre la nomination d'un « étranger » (un Juif égyptien et non babylonien) à un poste qui se partage traditionnellement entre certaines familles et malgré les réticences de Nissim Nahrawani, Resh Kallah de Soura, qui pressent les conflits à venir entre l'exilarque et le gaon, bien moins docile que David ben Zakkaï le souhaiterait.
L'activité de Saadia se concentre sur la Loi juive, en rédigeant de nombreux responsa mais aussi les premières monographies en la matière où le judéo-arabe est, pour la première fois, privilégié au judéo-araméen babylonien, dans un souci d'accessibilité. L'académie de Soura recouvre de sa splendeur.
Cependant, une dispute éclate entre Saadia et Ben Zakkaï, comme le craignait Nissim Nahrawani.

### Le scholarque et l'exilarque
Selon le récit de Nathan HaBavli, la dispute a commencé par une affaire d'héritage (bien que des tensions aient probablement eu lieu au préalable) et s'est envenimée.
David ben Zakkaï, soutenu tant financièrement qu'idéologiquement par Aaron ibn Sarjadou, dépose Saadia, nommant à sa place Yosseph ben Yaacov ibn Satya, érudit mineur mais frère de l'ancien gaon, Yom Tov Kahana. Saadia, soutenu par les fils de Netira, dépose David, nommant à sa place son frère cadet, Yoshia (Hassan) ben Zakkaï.
L'affaire, débattue deux ans durant à la cour du calife Al-Muqtadir, prend un tournant décisif en 932 car le nouveau calife, Al-Qahir, est en besoin de fonds et accueille volontiers le « présent » apporté par les partisans de l'exilarque, tandis que l'influence des partisans de Saadia décline. 
Hassan ben Zakkaï est exilé et meurt dans le Khorassan. Saadia, également banni, rédige au cours de son exil le commentaire au Sefer Yetsira, achevé en 931, et son grand-œuvre, le Emounot veDeot deux ans plus tard. 
L'affaire connaît une résurgence en 937. Bishr ben Aaron somme l'exilarque de mettre un terme à la querelle. 
La réconciliation a lieu le jour du jeûne d'Esther. Saadia reprend la direction de Soura quelque temps plus tard.
Affaibli par une vie de luttes, Saadia Gaon décède à Soura le 26 iyar 4602 (21 mai 942) de « bile noire », selon une tradition rapportée par Abraham ibn Dawd, dont la source est vraisemblablement Dossa. Le voyageur Benjamin de Tudèle dit avoir vu sa sépulture à Mata Mehassia.

### Après Saadia
Après la mort de Saadia, Ibn Satya reprend la direction de Soura mais il n'a pas son envergure face à Ibn Saradjou, devenu Gaon de Poumbedita, et l'académie ferme pendant 45 ans. Une ultime tentative, menée de concert par le collège de Soura et celui de Poumbedita, de relever Soura a lieu sous la tutelle de Samuel ben Hofni, institué en urgence par son beau-fils, Haï Gaon. Dossa lui succède pendant 6 ans.
Selon Abraham ibn Dawd, quatre étudiants de Soura, partis en mer afin de récolter des subsides, sont capturés en mer et rachetés par les communautés de divers pays, où ils auraient érigé d'importantes académies talmudiques (l'historicité de ce récit est controversée par la majorité des érudits de la Wissenschaft des Judentums, qui n'y voient qu'un mythe étiologique pour justifier l'ascension des centres de savoir en Europe et en Afrique du Nord). L'un de ceux-ci, Moshe ben Hanokh, transmet en Espagne l'héritage des gueonim et fait connaître à Hasdaï ibn Shaprout l'œuvre de Saadia. D'autres élèves, en particulier Dounash ben Labrat, popularisent l'enseignement de Saadia en Espagne où il fait l'effet d'une révolution. De là naît l'âge d'or de la culture juive en Espagne.

## Œuvre
La production de Saadia est estimée à environ cent ouvrages, la plupart perdus ou à découvrir. Rédigée en judéo-arabe et souvent influencée par la culture arabe, elle touche à de nombreux domaines que Saadia n'a pas, comme on l'en crédite traditionnellement, inventés,. Son influence a cependant été  telle, auprès de ses sectateurs et de ses adversaires, qu'il en a fait oublier la plupart de ses prédécesseurs.

### Polémique
L'œuvre entière de Saadia vise à la survie spirituelle d'un judaïsme fidèle à sa tradition dans un monde nouveau avec lequel il est possible de réaliser une relation mutuellement profitable. Le karaïsme, qui proposait une telle intégration au détriment de la tradition, ne pouvait donc que rencontrer son adversaire naturel. Saadia Gaon s'est également opposé au rationalisme extrême de Hiwi al-Balkhi, critique de la Torah orale mais aussi de la Torah écrite.
L'œuvre de Saadia laisse une trace si profonde dans la conscience karaïte, et ce jusqu'au XIXe siècle, qu'un karaïtologue de cette époque, Samuel Poznanski, avait rassemblé des fragments d'ouvrages de plus de quarante-neuf auteurs dirigés contre ses idées. Réciproquement, la seule mention d'un auteur dans une diatribe de Saadia était considérée par de nombreux savants, dont Graetz, comme une preuve de l'adhésion de cet auteur au karaïsme.
Saadia a également rédigé le Sefer haGalouï lors de sa controverse avec David ben Zakkaï.

### Linguistique
Les ouvrages principaux de Saadia en la matière sont, par ordre chronologique, le Sefer HaEgron (hébreu: ספר האגרון Livre de la Collection), dont la seconde version est le premier prototype de dictionnaire hébreu-arabe, le Kutub al-Lughah (arabe : كتب اللغة, « Livre de la Langue »), traité de grammaire en 12 volumes, et le Kitāb al-Sabʿīn Lafẓa al-Mufrada, visant à élucider le sens de 90 termes n'apparaissant qu'une fois dans le corpus biblique ; d'autres notes sur le sujet parsèment son œuvre, en particulier le commentaire sur le Sefer Yetzira.
Étant « le premier grammairien », le travail de Saadia comporte de nombreuses erreurs. Dounash démontre que son maître se méprend souvent sur le sens d'un terme ou d'un passage dans sa traduction arabe de la Bible, et que dans sa recherche philologique, il s'appuie sur des ressemblances superficielles entre racines hébraïques et arabes, même si leurs significations réelles sont totalement différentes. Cependant, ces erreurs ont été, selon Graetz, « utiles à ses successeurs. »

### Exégèse
Saadia réintroduit l'exégèse de la Bible hébraïque. Il produit une traduction commentée de la Bible (à l'exception, semble-t-il, des Chroniques) en arabe et en caractères arabes, accessible à tous, Juifs comme Arabes chrétiens et musulmans.
La traduction est assez libre, dans la syntaxe, Saadia n'hésitant pas à traduire d'une pièce des versets et des fragments de versets, afin de former un tout compréhensible. Saadia l'a voulue commentaire en elle-même, d'où son nom de Tafsir (arabe : تفسير Commentaire). Suivant de près l'interprétation rabbinique traditionnelle, en particulier le Targoum Pseudo-Jonathan, il « fait souvent dire au texte plus et autre chose qu’il ne dit en réalité, » afin de se prémunir contre les critiques de Musulmans qui jugent les Juifs incapables de comprendre leurs propres Écritures si le Tafsir est trop compliqué.
Saadia y adjoint en outre un commentaire, s'appuyant sur la tradition et la philosophie, qui établit l'interprétation traditionnelle du Texte et réfute les objections des Karaïtes et des sceptiques, ainsi que les lectures anthropomorphiques.
Le Tafsir familiarise l'esprit juif avec la culture arabe, en un temps où ils étaient considérés incompatibles. Saadia aborde la spéculation philosophique, en répondant aux arguments de sceptiques rationalistes. 
Cette traduction introduit l'esprit juif, et Saadia, dans le monde arabe non-juif : Al-Mas'ûdî, un musulman contemporain de Saadia donne des détails sur sa vie, et un auteur du Xe siècle, Mohammed ibn Iṣḥaḳ al-Nadim, donne, dans son Fihrist al-'Ulum, une liste de onze œuvres de Saadia.
Le Tafsir demeure longtemps la traduction arabe de base des communautés juives du Yemen, qui la font figurer au côté du Targoum d'Onkelos. La traduction en hébreu du commentaire de la Torah est éditée dans le Torat Hayim du Mossad HaRav Kook.

### Poésie et liturgie
La contribution la plus connue de Saadia à la liturgie, avant l'étude des manuscrits de la Gueniza du Caire, est son siddour (livre de prières), le Kitāb Jamīʿ al-Ṣalawāt wa al-Tasabīḫ (Livre de la Collection de Toutes les Prières et Louanges). Son commentaire, rédigé en judéo-arabe, semble prisé, bien que l'arrangement du rituel que proposait Saadia n'ait jamais été accepté. 
Le livre est réédité, sur la base d'un manuscrit quasi complet, conservé à Oxford, et de fragments retrouvés dans la Gueniza, par Davidson, Assaf et Yoel, sous le titre de Siddour Rav Saadia Gaon (Jérusalem, 1941), avec une traduction hébraïque des sections rédigées en judéo-arabe dans les colonnes en vis-à-vis.
Saadia est renommé pour ses poèmes liturgiques, composés dans l'ensemble des genres (baḳḳashot, hoshanot, azharot, etc.). Son approche est une tentative, moyennement réussie, de s'émanciper du style, reconnu mais hermétique, d'Eleazar Hakalir et ses prédécesseurs. Bacher, citant Zunz, le qualifie de « curieux mélange de simplicité biblique et d'affectation payytanique, » empruntant à la Bible ses tournures narratives et son vocabulaire, reprenant les artifices stylistiques de ses prédécesseurs. Abraham ibn Ezra louera Saadia dans son commentaire sur Ecclésiaste 5:1, alors qu'il se livre à une critique ravageuse des anciens poètes liturgiques.

Saadia, le premier, introduit des thèmes et idées philosophiques dans ses poèmes, inspirant des poètes liturgiques espagnols majeurs, dont Salomon ibn Gabirol et Juda Halévi.
Les azharot sur les 613 commandements et le Shir shel HaOtiyot (Poème des Lettres) occupent une place particulière dans son œuvre : le premier est repris et amplifié par Yerouham Fischel Perla, qui en fait un véritable Sefer Hamitzvot laRassag (Livre des Commandements du Rassag), avec un commentaire complet, qui effectue une comparaison entre le comput des 613 mitzvot de Saadia Gaon et celui des rabbins du Haut Moyen Âge ; le second se démarque par son sujet, grammatical plutôt que liturgique, et sa maîtrise des enseignements massorétiques, pouvant être lu comme une méthode mnémonique du nombre de chaque lettre dans la Torah ou un hymne édifiant.

### Halakha
Les travaux de Saadia en matière de Halakha (Loi juive) se trouvent encore pour la plupart à l'état manuscrit, dispersés dans des milliers de fragments de Gueniza attendant d'être étudiés, ou découverts. Le peu qu'on en connaît permet de se faire une idée générale de leur nature et leur dimension.
La contribution la plus importante de Saadia dans le domaine consiste en traités sur les préjudices, financiers et autres, les prêts, les droits de succession etc., ainsi que la pureté rituelle et l'impureté liée aux menstrues, l'abattage rituel et les chairs impropres à la consommation, l'inceste, les festivals et la proclamation du nouveau mois. Seuls le Kitab al-Mawarith (traité des successions) et le traité sur les lois de l'abattage ont été partiellement conservés et édités.
Avec ces traités, Saadia est l'un des pionniers, sinon le créateur, de la littérature rabbinique, le premier à écrire des « livres » au sens moderne du terme, et à établir une approche systématisée de son travail. En assignant un sujet par livre, il invente la monographie halakhique. En divisant ces livres en sections et sous-sections, qu'il définit, explicite et appuie sur des preuves talmudiques, il fournit une structure véritable, contrairement aux codes de l'époque gaonique, les Halakhot Guedolot et les Halakhot Pessoukot, qui étaient modelées sur les discussions talmudiques. Sa méthode, et l'usage du judéo-arabe, sont adoptés par ses successeurs,.
Saadia a contribué au fleuron de la littérature gaonique, les responsa (réponses à des questions portant le plus souvent sur un point de Halakha, adressées par un individu ou une communauté), dont cinquante ont été préservés ; rédigés en hébreu, ils suivent la même structure que ses traités.
Saadia est l'un des premiers à rédiger des manuels destinés à faciliter l'apprentissage et la compréhension du Talmud de Babylone. Son commentaire des treize principes d'herméneutique attribués à Rabbi Ishmaël, préservé en hébreu uniquement, a été inclus dans les Œuvres Complètes. Une autre méthodologie est mentionnée par H.Y.D. Azoulaï sous le nom de « Klalei haTalmud, » mais n'est connue que par les quelques citations faites par Betzalel Ashkenazi, dans un travail similaire.
Selon le voyageur Petahia de Ratisbonne, Saadia aurait produit une traduction de la Mishna en judéo-arabe, en usage à Bagdad au XIIe siècle.

### Philosophie juive
Outre les nombreuses notes philosophiques dispersées dans ses œuvres, Saadia rédige vers la fin de sa vie deux livres consacrés à la spéculation philosophique dans le cadre du judaïsme.
Le Tafsīr Kitāb al-Mabādiʾ (Commentaire du Livre de la Création), rédigé en 932, est présenté par l'auteur comme un travail d'établissement du texte du Sefer Yetzira, dont il existe de nombreuses versions. Bien que ce livre, dont le premier chapitre contient la doctrine des Sefirot, soit considéré comme l'un des ouvrages fondamentaux de la Kabbale, il semble que Saadia, qui rejette la doctrine de la métempsycose, n'ait aucune connaissance des théories ésotériques enseignées, dans la période gaonique, à des cercles fort restreints d'initiés. Son commentaire, exposant la doctrine de la création ex nihilo qu'il défend au moyen de la tradition et du rationalisme contre les tenants de l'éternité du monde, vise au contraire à limiter la spéculation, philosophique et mystique, sur les sujets abordés dans le livre, et semble tout particulièrement dirigé contre la théorie des Idées, c'est-à-dire la philosophie platonicienne, dont les kabbalistes provençaux tirent au XIIe siècle l'interprétation mystique des Sefirot. 
Le livre est traduit en 1891 par Mayer Lambert, en français, sous le titre de « Commentaire sur le Sefer Yesira par le Gaon Saadya. »
Le Kitāb al-Amānāt wal-lʿtiḳādāt (Livre sur les Articles de Foi et les Doctrines du Dogme), rédigé en 934 est l'œuvres de Saadia dont la pérennité est la plus importante. Portant la marque de l'école motazilite d'al-Dubbaï dans sa méthode, comme dans son découpage et dans son choix des thèmes, il montre également des influences stoïciennes, platoniques et aristotéliciennes. Son objet est moins d'établir le « premier système complet de philosophie religieuse » (ce qu'il n'est d'ailleurs pas), que d'expliquer comment la philosophie, souvent utilisée pour déstabiliser le juif dans sa foi, peut au contraire, guidée par la foi, confirmer les vérités de la Révélation et réfuter les objections faites par les incrédules. 
La réfutation des arguments des Karaïtes, des sceptiques comme Ḥiwi al-Balkhi, des chrétiens, et, accessoirement, des musulmans, jouxte les « preuves » rationnelles destinées à conforter les dogmes de la Torah écrite et de la Torah orale, et prend une place tout aussi importante.
Saadia expose et développe une vision personnelle sur des points philosophiques, dont une théorie de la connaissance, la création du monde, la nature de Dieu, celle de l'homme et le problème du mal; il réalise la première présentation systématique des principes de foi du judaïsme.

Comme Philon, auquel il a souvent été comparé, Saadia intègre au judaïsme des éléments de philosophie grecque. La Raison étant, chez Saadia, subordonnée à la Révélation, la philosophie n'est qu'un outil qui confirme la tradition, et celui qui en fait usage est en continuité avec elle, selon le principe qu'"un sage est préférable à un prophète". 
Ce livre, traduit en hébreu par Juda ibn Tibbon sous le nom de Sefer haemounot vehadeot, « Livre des croyances et convictions ») laisse une trace profonde dans le monde juif. Ses idées influencent des philosophes juifs néo-platoniciens, dont Baḥya et Abraham ibn Ezra, et jusqu'à Abraham ibn Dawd, partisan d'Aristote. Maïmonide critique son approche kalamite, qui consiste à produire des « preuves » rationnelles s'accordant avec des prémisses doctrinales préétablis, une telle méthode invalidant, aux yeux de Maïmonide, ses propres résultats, et incompatible avec une démarche philosophique sérieuse. L'Emounot veDeot est fréquemment cité jusqu'à la Haskala, et bien qu'éclipsé par le Guide des Égarés de Maïmonide, les opposants philosophiques à ce dernier s'en servent comme source doctrinale alternative.

## Influence
Saadia participe, tant par ses écrits que par les réactions qu'ils suscitent, à la naissance d'une riche littérature judéo-arabe, qui aborde autant les sujets profanes que traditionnels. Une dispute autour de ses écrits, menée par son disciple Dounash ben Labrat contre Menaḥem ben Sarouḳ, est à l'origine d'un important développement de la grammaire, la philologie et la poésie hébraïques. Selon Alexander Marx, Moïse Maïmonide lui-même représente la culmination de ce que Saadia a entamé.
L'influence de Saadia est initialement moindre dans le centre franco-allemand du judaïsme ashkénaze, où le judéo-arabe est une langue étrangère. Rachi ne connait vraisemblablement pas Saadia, bien qu'il en ait subi l'influence indirecte, via les ouvrages grammaticaux et lexicographiques de Menaḥem ben Sarouḳ et Dounash ibn Labrat, cités à plusieurs reprises dans son commentaire biblique. 
Un siècle plus tard, les travaux de Saadia sont connus des Tossafistes, qui leur réservent un accueil comparable à celui des Juifs d'Espagne.
Les chercheurs de la Wissenschaft et leurs successeurs voient en lui l'initiateur de la civilisation juive médiévale et moderne.
Saadia est une figure importante du judaïsme orthodoxe moderne, un farouche opposant à l'assimilation (mais non à l'acculturation) des Juifs,,, demeurant néanmoins ouvert au monde et aux sciences, champion de l'unité d'un peuple juif observant les préceptes de la Bible et de la tradition.

### Ouvrages traduits en français
- Le livre des croyances et des opinions. Kitâb al-amanat wa'l'i'tikadat. Sefer émunot we-dé'ot, 1934.
- Commentaire sur le Séfer Yetzira, Verdier, 2001.

### Études
Outre les ouvrages, articles et sites mentionnés dans les références, ont également été consultés :
- Moïse Ventura, La philosophie de Saadia Gaon, Vrin, Paris, 1934.
- (en) Pessin S., Saadya (Saadiah), The Stanford Encyclopedia of Philosophy, Edward N. Zalta (ed. 2003)
- (he)  Cet article contient des extraits de l'article "Rav Saadia" de l'encyclopédie Otzar Israël de 1912 dont le contenu se trouve dans le domaine public.
- (he) Saadia sur le site de l'encyclopédie juive Daat
- Sylvie Anne Goldberg, La Clepsydre II, Albin Michel, 2004, p. 181-195
- Yaffa Ganz & Berel Wein, Sand and Stars, The Jewish Journey, 1994, pp. 94-99, Mesorah Publications, Brooklyn NY,  (ISBN 0-89906-036-6)
- Berel Wein, Herald of Destiny: The Story of the Jews 750-1650, 1993, pp. 4–12, Shaar Press, Brooklyn, NY,  (ISBN 0-89906-237-7)
- S. Munk, Notice sur R. Saadia Gaon, Paris, 1838; (voir aussi les additions à la Notice, Paris 1843)
- (he) Weiss, Dor, iv. ch. 13-16, pp. 115-143 ;
- Erwin Isak Jakob Rosenthal, Saadya Studies, 1980 (réimpression du n° 282 des Publications of the University of Manchester, 1943, en l'honneur du millénaire du décès de Saadia).
- (en) Jocob Mann, « A fihrist of Sa'adya's works », The Jewish Quarterly Review, University of Pennsylvania Press, new Series, vol. 11, no 4,‎ avril 1921, p. 423-428 (JSTOR 1451198)
- (en) Henry Malter, Saadia Gaon : His life and works, 1921